# Accrington
Accrington este un oraș în Lancashire, Anglia; situat în regiunea North West England. Orașul se află în districtul Hyndburn a cărui reședință este.